# Hełm Mle 1951

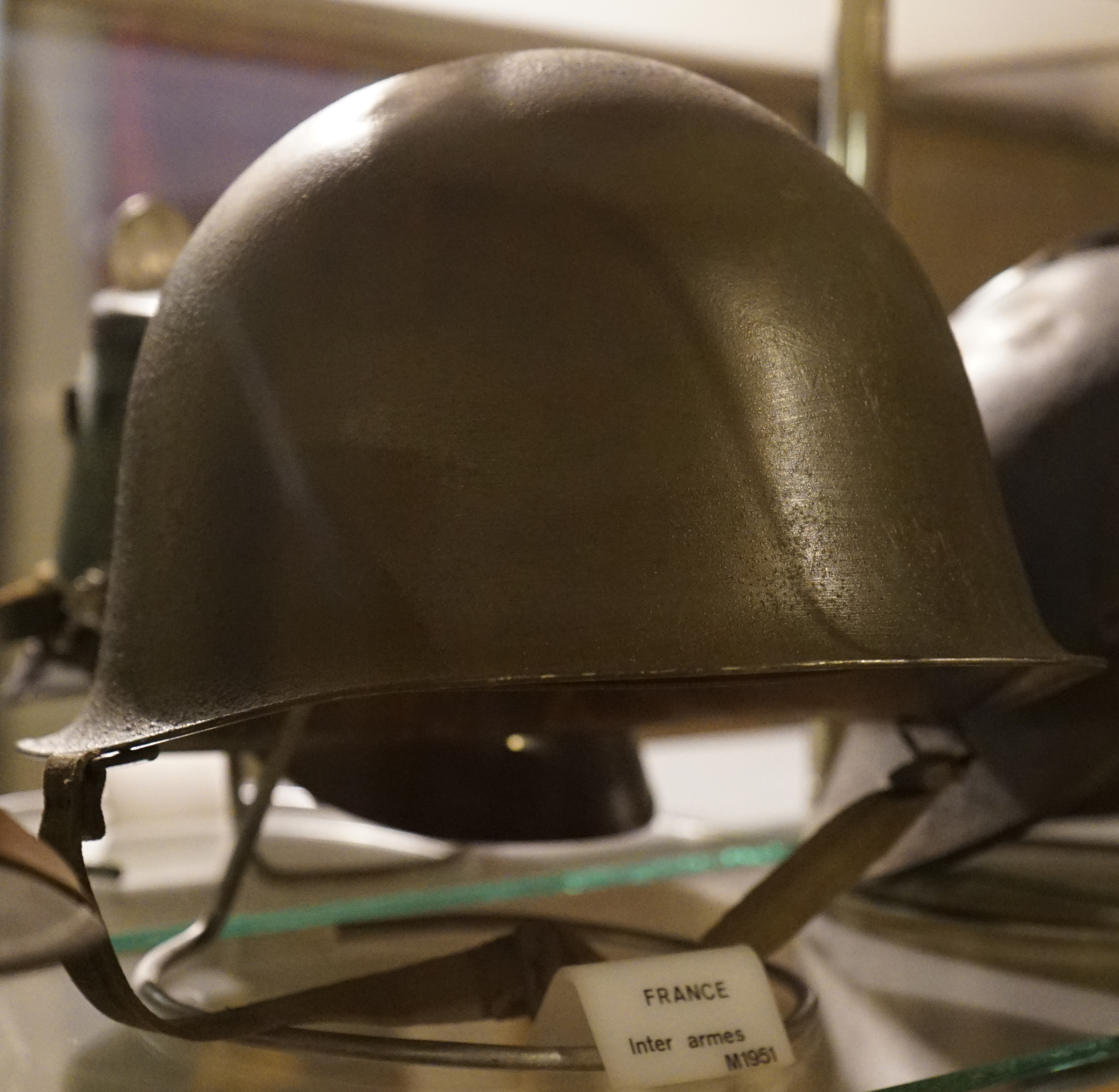
Hełm Mle 1951

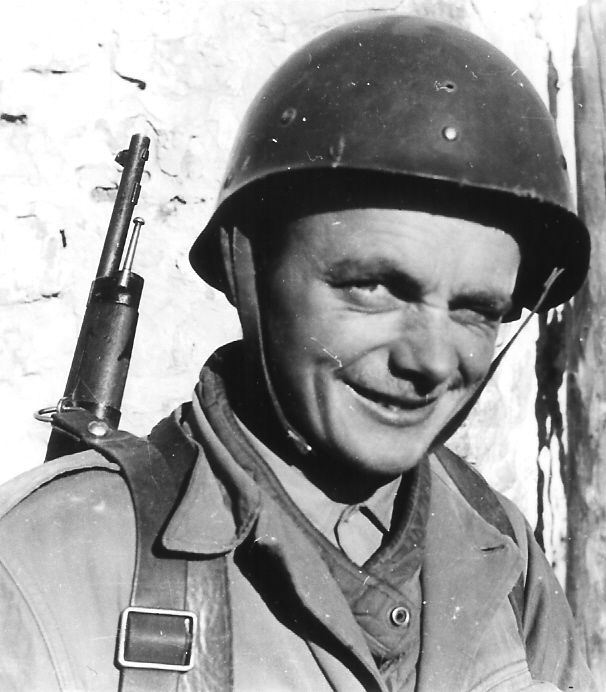
Francuski żołnierz podczas wojny algierskiej, uzbrojony w karabin Berthier Mle1907 w hełmie Mle 1951

Casque Modèle 1951 (Mle 1951) – hełm stosowany przez Francuskie Siły Zbrojne, który zastąpił hełmy używane w II wojnie światowej, (między innymi Mle 1945 oraz amerykański M1).

## Konstrukcja
Kształt hełmu wzorowany był na amerykańskim hełmie M1 (w ramach standaryzacji NATO). Różnił się od swojego pierwowzoru krótszym daszkiem oraz bardziej pochylonymi krawędziami. Mle 1951 był dwuczęściowym głębokim hełmem ze stali manganowej o grubości 1,2 milimetra. Obrzeża hełmu zabezpieczone były zawalcowaną blaszaną nakładką. Wyposażenie wewnętrzne stanowił drugi hełm wykonany najpierw z octanu celulozy a w późniejszym okresie z tworzyw sztucznych. Masa hełmu wynosiła około 1,2 kilograma. Produkowany w latach 1951–1976, został zastąpiony hełmem Mle 1978, lecz pozostał na wyposażeniu do lat osiemdziesiątych XX wieku, a w siłach powietrznych służył dekadę dłużej.